# Бањоли-Саса (Латина)
Бањоли-Саса је насеље у Италији у округу Латина, региону Лацио.
Према процени из 2011. у насељу је живело 303 становника. Насеље се налази на надморској висини од 25 м.